# Пам'ятник Тарасові Шевченку (Бережани)
Пам'ятник Тарасові Шевченку в Бережанах — пам'ятник українському поетові Тарасові Григоровичу Шевченку в місті Бережани на Тернопільщині.
Пам'ятка монументального мистецтва місцевого значення, охоронний номер 1709.
Встановлений і освячений 30 серпня 1992 року в центральній частині міста на площі Ринок. Скульптори М. Посекіра, Любомир Яремчук, архітектор В. Каменщик. Висота скульптури — 4 м, постамента — 0,8 м.